# أم الهوتة
أم الهوتة قرية سوريّة تتبع إداريّاً لمحافظة حلب منطقة جبل سمعان ناحية تل الضمان، بلغ تعداد سكانها 202 نسمة حسب التعداد السكاني لعام 2004.